# 小島三郎 (経営学者)
小島 三郎（こじま さぶろう、1930年5月4日 - 1984年7月8日）は、日本の経営学者。

## 略歴
東京市本郷区（現・文京区）白山生まれ。都立小石川高校（現都立小石川中等教育学校）卒業後、1953年慶應義塾大学経済学部卒業、1958年同大学院博士課程満期退学、同商学部助手となり、1962年助教授、1968年経済学博士。1969年教授、1979年商学部長となるが53歳で死去した。

## 著書
- 『ドイツ経験主義経営経済学の研究 主観主義経営経済学の系譜』有斐閣 商学研究叢書 1965
- 『戦後西ドイツ経営経済学の展開』慶応通信 1968
- 『現代経営学総論』税務経理協会 1973
- 『現代科学理論と経営経済学』税務経理協会 1986

### 共編著
- 『経営学』関口操共著 学文社 1960
- 『現代経営学事典』編著 税務経理協会 1978
- 『経済科学と批判的合理主義 ドイツと日本の知的交流』G.シャンツ共編 慶応通信 1988

### 翻訳
- エーリッヒ・シェーファー『企業と企業経済学』小高泰雄共監訳 慶応通信 1969
- ハンス・ラフェー, ボド・アベル編著『現代科学理論と経済学・経営学方法論』監訳 税務経理協会 1982